# Вињ Фук
Вињ Фук (виј. Vĩnh Phúc) је једна од 58 покрајина Вијетнама. Налази се у региону Делта Црвене реке. Заузима површину од 1.373,2 km². Према попису становништва из 2009. у покрајини је живело 999.786 становника. Главни град је Вињ Јен.